# 莫羅納縣
莫羅納縣（西班牙語：Cantón Morona），是厄瓜多爾的縣份，位於該國東南部，由莫羅納-聖地亞哥省負責管轄，首府設於馬卡斯，面積5,095平方公里，2001年人口31,379，人口密度每平方公里6.16人。